# Mario Nicolini (1912)
Mario Nicolini (Sassuolo, 25 giugno 1912 – Pisa, 3 marzo 1996) è stato un calciatore e allenatore di calcio italiano, di ruolo ala o attaccante.

## Carriera

### Giocatore

#### Club
Giocò per tre stagioni in Serie A nelle file del Modena.

#### Nazionale
Partecipò ai Giochi olimpici del 1936, vincendo la medaglia d'oro.

### Allenatore
Allenò il Montevecchio nel 1956-1957, in IV Serie, e il Pisa dal 1962 al 1964.

## Palmarès

### Giocatore

#### Club
- Prima Divisione: 1

Catania: 1933-1934
- Serie B: 1

Livorno: 1936-1937

#### Nazionale
- Oro olimpico: 1

Berlino 1936